# Lena Politeo
Lena Politeo (ur. 13 sierpnia 1930 w Banja Luce) – jugosłowiańska i chorwacka aktorka teatralna, filmowa, telewizyjna i głosowa.

## Wybrane role filmowe
- 1968: Trzy godziny miłości (Tri sata za ljubav)
- 1969: Ljubav i poneka psovka – Marija
- 1970: Kto śpiewa – nie grzeszy (Tko pjeva zlo ne misli) – sąsiadka Beta
- 1973: Życie dla miłości (Živjeti od ljubavi) – siostra Davora
- 1987: Oficir s ružom – urzędniczka
- 1989: Krvopijci – sekretarka
- 2012: Droga Halimy (Halimin put) – Nana